# Christian Adolph Pescheck
Christian Adolph Pescheck (též Pešek) (1. února 1787, Jonsdorf – 3. listopadu 1859, Žitava) byl německý luterský evangelický duchovní, teolog a pedagog; potomek českých exulantů. Publikoval řadu monografií a studií o historických, přírodovědných, teologických a pedagogických tématech, těžištěm jeho odborného zájmu však byla především regionální historie Horní Lužice a dějiny české protireformace; byl rovněž zakladatelem žitavského městského muzea.

## Život
Christian Adolph Pescheck se narodil 1. února 1787 v saském hornolužickém Jonsdorfu jako příslušník 4. generace exulantského rodu, jehož zakladatelem byl jeho praděd muzikant Kryštof Pešek/Christoph Pescheck, který přišel do Žitavy od Hradce Králové. Pescheckův děd Christian Pescheck (1676–1744) byl učitelem matematiky, astronomem a německy i česky píšícím spisovatelem, jeho otec Christian Adolph Pescheck (1752–1826) byl evangelickým farářem. Christian Adolph Pescheck se s rodiči v roce 1795 přestěhoval do Großschönau, roku 1796 se rodina usadila v Žitavě, kde Pescheckův otec později nastoupil jako pastor primarius. Po domácím vyučování navštěvoval Christian Adolph letech 1799–1805 žitavské gymnázium, které tehdy vedl rektor Rudolph. Otec v něm vzbudil zájem o historii a literaturu, již jako žák se věnoval psaní. V roce 1805 odešel na univerzitu ve Wittenbergu, aby se podle rodinných tradic (také jeho matka byla dcerou pastora) věnoval studiu evangelické teologie. Jeho názory zde ovlivnili teologové Johann Gotthilf Pölitz a Leonhard Heubner. K tehdy převládajícímu racionalistickému proudu se Pescheck nepřipojil, po celý svůj život však odmítal netolerantní postoje, což odpovídalo jeho mírné, smířlivé povaze. Po vypuknutí napoleonských válek byl nucen vrátit se na čas domů. V roce 1808 pak byl promován s titulem magistra svobodných umění, roku 1809 složil v Drážďanech zkoušky pro úřad duchovního. Po té se vrátil do Žitavy, kde získal roku 1811 místo pomocného učitele, v roce 1813 se stal vrchním učitelem na nově založené městské škole. Roku 1816 převzal faru v Lückendorfu a Oybinu v blízkosti českých hranic. Po desetiletí pastorační práce v prostředí Žitavských hor nastoupil Pescheck v roce 1826 jako náhrada za svého otce, který pak téhož roku zemřel, na místo katechety a kazatele v Žitavě. Od roku 1831 byl druhým, od roku 1840 prvním diakonem, v roce 1854 se pak stal arcidiakonem či arcijáhnem, přičemž zároveň vyučoval náboženství na učitelském semináři. Vedle svého úřadu si Pescheck dokázal najít dostatek času na svou vědeckou a literární činnost i šťastný rodinný život po boku své ženy Henriette Auguste Gössel, dcery faráře z Eibau. Byl mužem všestranných zájmů, jenž byl sečtělý v antických i moderních literaturách, ovládal francouzštinu, angličtinu, italštinu a češtinu, svůj deník si od studentských let vedl v angličtině. Při svých publikačních aktivitách spolupracoval s 53 časopisy a zároveň byl členem 15 vědeckých či charitativních organizací. Po celý život udržoval rozsáhlou korespondenci zvláště s českými a saskými učenci. Od roku 1824 byl členem Hornolužické společnosti věd, jejíž časopis Neues Lausitzisches Magazin v letech 1832–1834 redigoval. Christian Adolph Pescheck zemřel na zánět pohrudnice 3. listopadu 1859. Na jeho památku byla v roce 1861 na hradě Oybině odhalena bronzová busta. Pescheckův odkaz je v Žitavě dodnes patrný, neboť v roce 1854 založil zdejší městské muzeum, jehož základem se stala jeho soukromá sbírka.

## Dílo
Pescheckovo dílo zahrnuje řadu pojednání a spisů, které jsou vedle regionální a církevní historie věnovány také teologii a pedagogice. O svém rodném městě sepsal několik menších prací, např. Geschichte von Jonsdorf bei Zittau, 1835, Geschichte der Kirche zu Lückendorf, 1839); dále se zabýval ruinou celestinského kostela na Oybinu a regionálními dějinami Žitavy, jimž věnoval dvousvazkové dílo Handbuch der Geschichte von Zittau. K všeobecným dějinám Horní Lužice patří jeho spis Geschichte der Poesie in der Lausitz (1836). Později se Pescheck s obzvláštím zájmem věnoval výzkumu české protireformace a jejím důsledkům pro Horní Lužici a Sasko, což přirozeně souviselo také s jeho rodinnou historií. Z úcty k původní vlasti jeho rodu podepisoval všechna svá díla jako „národu českého potomek“. V roce 1844 publikoval ve dvou svazcích dílo Geschichte der Gegenreformation in Böhmen, jeho studie o českých exulantech v Sasku získala ocenění Jablonowského společnosti (Jablonowski'sche Gesellschaft) v Lipsku. Za své práce o české protireformaci obdržel v roce 1846 u příležitosti 300. výročí Lutherovy smrti čestný doktorát od Lipské univerzity.

## Výběrová bibliografie

### Spisy
- Der Oybin bey Zittau. Zittau und Leipzig: bey Johann David Schöps, 1792. [18], 142, [6] stran.
- Zittau und seine Umgebungen: Ein Handbuch theils für Reisende, welche die Merkwürdigkeiten und Schönheiten dieser Gegend aufsuchen: theils für Einheimische, welche Fremde dazu anleiten wollen. Zittau: bei J.D. Schöps, Buchhändler, 1821. XVIII, 178 s., [1] l. obr. příl.
- Petrus von Zittau, Abt zu Königsaal in Böhmen, ums Jahr 1300: nebst Proben aus seinem historischen Werke, als Beiträgen zur deutschen Culturgeschichte. Zittau und Liepzieg: bei J.D. Schöps in Cimmission, 1823. 146 s. Beiträge zur deutschen Culturgeschichte, aus den Tagen Kaiser Rudolphs von Habsburg, Heinrichs von Luxemburg und Ludwigs des Baiern.
- Geschichte der Oybiner Kirche. Zittau: Johann Gottfried Seyfert, 1825. 16 s.
- Verdienste Lausitzischer Schriftsteler um die deutsche Jugend: der Oberlausitzischen Gesellschaft der Wissenschaften bei der Feier ihres halbhundertjährigen Bestehens. Zittau: mit Seyfert’schen Schriften, 1829. 26 s.
- Allgemeinfassliche Anleitung zur nähern Kenntniss und zum erbaulichen Lesen der heiligen Schrift. Tübingen: Ludwig Friedrich Fues, 1829. vi, 142 s.
- Rede bei der Taufe eines israelitischen Jüngligs in der Hauptkirche zu Zittau am 14. October 1830 gehalten. Zittau: bei J. G. Seyfert, [mezi 1830 a 1840?]. 12 s.
- Kinderreisen oder praktische Anleitung für die reisere Jugend: reisend mit Aufmerksamkeit zu sehn, zu hören und zu forschen in einem Beispiele dargestellt. Zittau: von C. G. Friedrich Birr, [mezi 1830 a 1850?]. [2], 128 s.
- Handbuch der Geschichte von Zittau. Zittau: Schöps, 1834-1837. 2 sv. (1. Theil. 1834. 20, 780 s., 2. Theil. 1837. 20, 928 s.). 1. Theil Dostupné online, 2. Theil Dostupné online
- Geschichte des Frauenlebens in Zittau. 2. vielvermehrte Aufl. Zittau: [s.n.], 1836. 48 s.
- Kleine Chronik des Oybins. Zittau: bei Johann Gottfried Seyfert, 1839. 42 s.
- Geschichte der Cölestiner des Oybins. Zittau: bei Johann Gottfried Seyfert, 1840. 124 s. Dostupné online
- [Der religiöse Glaube der gebildeten Laien in Deutschalnd und die altdeutsche Religionsprache]. [s.l.]: [s.n.], [mezi 1840 a 1850?]. S. 465-554.
- Geschichte der Gegenreformation in Böhmen. Erster Band, Vorgeschichte bis 1621. Dresden: Arnold, 1844. 20, 504 s. Dostupné online
- Geschichte der Gegenreformation in Böhmen. Zweiter Band, Hauptgeschichte seit 1621 und Nachgeschichte. Dresden: Arnold, 1844. 6, 570 s. Dostupné online
- König Ottokar II. und die Begründung der Stast Zittau 1255: Ein historischer Vortrag, in Gegenwart Sr. königl. Hoheit, des Kronprinzen Albert von Sachsen, vieler hohen Göste und zehlreicher einheimischer Geschichtsfreunde, beim 600 jährigen Jubiläum der Stadt Zittau, am 20. August 1855 im grossen Bürgersaale gehalten. Görlitz: Druck von Julius Köhler, 1855. 33 s.
- Das protestantische Kirchenthum in Böhmens Hauptstadt, vor der Gegenreformation. Zittau: [s.n.], [1857]. 35 s.
- Die Böhmischen Exulanten in Sachsen: zur Beantwortung der von der fürstlich Jablonowski'schen Gesellschaft Gestellten historischen Preisfrage: "Untersuchung der bis zur Mitte des XVII. Jahrhunderts stattgefundenen Uebersiedelung aus Böhmen nach Sachsen und der Folgen, welche diese für Sachsens Cultur gehabt haben. Leipzig: Hirzel, 1857. 170 s. Dostupné online

### České překlady
- Čeští exulanti v Sasku. Přel. Věra Kavanová. Varnsdorf: Kruh přátel muzea Varnsdorf, 2001. 195 s. ISBN 80-238-7823-9.